# Preem
Preem Aktiebolag är ett svenskt petroleum- och biodrivmedelsföretag med cirka 570 tankställen samt två raffinaderier i Sverige: Preemraff Lysekil och Preemraff Göteborg. Preem raffinerar totalt drygt 18 miljoner ton råolja per år. Verksamheten omfattar en stor del av värdekedjan – från förädling av råvaror till försäljning. Preem köper in råolja och förnybara råvaror från hela världen.
Råvarorna som raffineras och förädlas, säljs sedan som drivmedel, eldnings- och smörjolja samt andra produkter till såväl företag som privatpersoner i Sverige och Norge. En övervägande del av produktionen, närmare 80 procent, exporteras till den internationella marknaden, främst till nordvästra Europa, vilket innebär att Preem är bland de största svenska exportörerna. Ungefär hälften av alla petroleumprodukter som förbrukas i Sverige kommer från Preems raffinaderier. Försäljningen på den svenska marknaden sker bland annat via Preems stationsnät i Sverige för privat- och yrkestrafik samt via certifierade återförsäljare. I Norge sker försäljningen främst via återförsäljare samt i bulk via egen direktförsäljning.
Preem arbetade fram till 1996 under namnet OK Petroleum. Fram till 1994 ägdes dåvarande OKP av svenska staten, Neste OY och KF. Sedan 1994 ägs Preem av den etiopisk-saudiske företagsledaren Mohammed al-Amoudi via sitt brittisk-svenska holdingbolag Corral Petroleum Holdings AB.

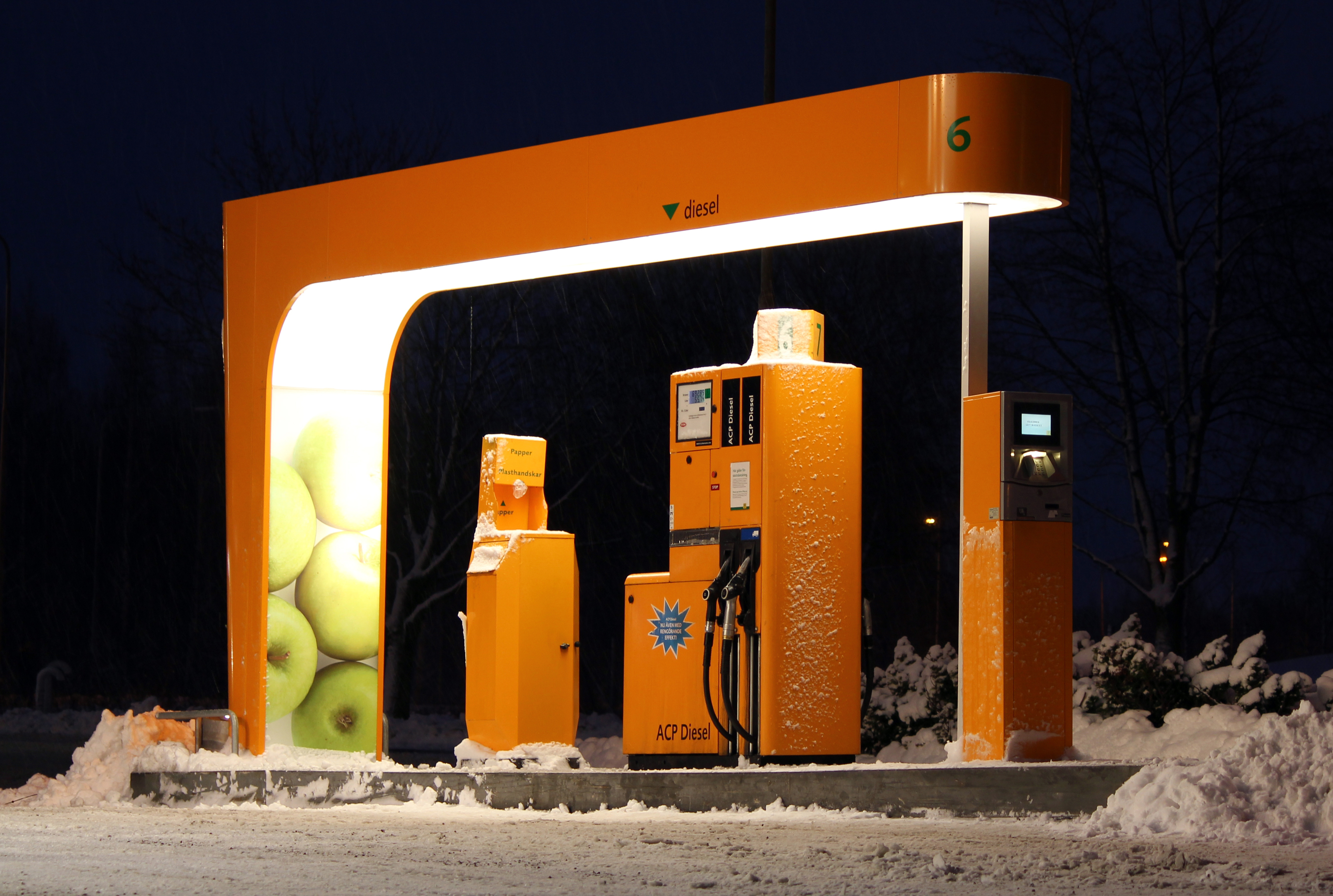
Preem Automatstation

År 2019 låg omsättningen på 96 miljarder kronor och det operativa resultatet på 1,7 miljarder kronor. Antalet anställda var drygt 1 500 personer. Inklusive partner och återförsäljare arbetar över 3 000 personer under Preems varumärke.
Preem säljer drivmedel via bemannade stationer med servicebutiker, automatstationer och tankställen avsedda för tung yrkestrafik.
Företaget släppte 2017 ut 2,1 miljoner ton koldioxid (varav ca två tredjedelar vid raffinaderiet i Lysekil). Under 2019 var motsvarande siffra 1,7 miljoner ton För att minska utsläppen av koldioxid , har Preem under våren 2020 startat en testanläggning med CCS-teknik, infångning och lagring av koldioxid.
Planeringen och projekteringen för utbyggnad av raffinaderiet i Lysekil lades ned i september 2020, enligt bolagets talesperson på kommersiella grunder. Istället har Preem beslutat att bygga om sina raffinaderier Preemraff Göteborg och Preemraff Lysekil till bioraffinaderier.
Den 31 Mars 2025 meddelade Preem att de hade signerat ett avtal där bolaget säljs till VARO Energy AG från Schweiz.